# Llista de topònims de Catllà
Llista de topònims (noms propis de lloc) de Catllà (Conflent).
Informació actualitzada per un bot. Els canvis manuals es perdran quan s'actualitzi!

## capella
| imatge | Nom                          | Ubicat a | instància de | Detalls | coordenades                                                     | Protecció | Commons (més fotos)            | Dades a WD                    |
| ------ | ---------------------------- | -------- | ------------ | ------- | --------------------------------------------------------------- | --------- | ------------------------------ | ----------------------------- |
|        | Nostra Senyora de les Voltes | Catllà   | capella      |         | 42° 38′ 01″ N, 2° 25′ 12″ E / 42.633614°N,2.419923°E 335.4 msnm |           | Chapelle Notre-Dame des Voltes | Modifica les dades a Wikidata |
|        | Santa Anna de Catllà         | Catllà   | capella      |         | 42° 38′ 04″ N, 2° 25′ 10″ E / 42.634576°N,2.419457°E 343.3 msnm |           | Chapelle de Catllar            | Modifica les dades a Wikidata |

## dolmen
| imatge | Nom                     | Ubicat a   | instància de | Detalls | coordenades                                                        | Protecció | Commons (més fotos) | Dades a WD                    |
| ------ | ----------------------- | ---------- | ------------ | ------- | ------------------------------------------------------------------ | --------- | ------------------- | ----------------------------- |
|        | arca de Calaons         | Catllà     | dolmen       |         | 42° 39′ 26″ N, 2° 24′ 58″ E / 42.657277777778°N,2.4161944444444°E  |           |                     | Modifica les dades a Wikidata |
|        | arca de Calaons I       | Catllà     | dolmen       |         | 42° 39′ 26″ N, 2° 24′ 57″ E / 42.657333333333°N,2.4158888888889°E  |           |                     | Modifica les dades a Wikidata |
|        | arca de Calaons II      | Catllà     | dolmen       |         | 42° 39′ 25″ N, 2° 25′ 02″ E / 42.657027777778°N,2.41725°E          |           |                     | Modifica les dades a Wikidata |
|        | dolmen de Serra Mitjana | Catllà Eus | dolmen       |         | 42° 39′ 27″ N, 2° 25′ 47″ E / 42.6575°N,2.4297222222222°E 665 msnm |           |                     | Modifica les dades a Wikidata |

## església
| imatge | Nom                   | Ubicat a | instància de          | Detalls                                                | coordenades | Protecció                     | Commons (més fotos)                | Dades a WD                    |
| ------ | --------------------- | -------- | --------------------- | ------------------------------------------------------ | --- | ----------------------------- | ---------------------------------- | ----------------------------- |
|        | Sant Andreu de Catllà | Catllà   | església Ús: església | Estil: arquitectura romànica Dedicat a: Andreu apòstol | 42° 38′ 03″ N, 2° 25′ 23″ E / 42.6341°N,2.4231°E 328.5 msnm                                                           | monument històric inventariat | Église Saint-André de Catllar      | Modifica les dades a Wikidata |
|        | Sant Jaume de Calaons | Catllà   | església              |                                                        | 42° 38′ 55″ N, 2° 25′ 38″ E / 42.648643°N,2.427092°E Catalunya del Nord 528.9 msnm                                    |                               | Chapelle Saint-Jacques de Calahons | Modifica les dades a Wikidata |
|        | Santa Maria de Riquer | Catllà   | església Ús: església | Estil: arquitectura romànica Dedicat a: Verge Maria    | 42° 37′ 55″ N, 2° 25′ 35″ E / 42.632027777778°N,2.4264166666667°E ca:Camí del Llenguadoc - Carretera D - 619 325 msnm | monument històric catalogat   | Église Sainte-Marie de Riquer      | Modifica les dades a Wikidata |

## port de muntanya
| imatge | Nom                | Ubicat a     | instància de     | Detalls | coordenades                                                     | Protecció | Commons (més fotos) | Dades a WD                    |
| ------ | ------------------ | ------------ | ---------------- | ------- | --------------------------------------------------------------- | --------- | ------------------- | ----------------------------- |
|        | Coll Roig          | Catllà Prada | port de muntanya |         | 42° 37′ 42″ N, 2° 24′ 59″ E / 42.628215°N,2.41633°E 403.5 msnm  |           |                     | Modifica les dades a Wikidata |
|        | Coll de la Pastora | Catllà Eus   | port de muntanya |         | 42° 39′ 28″ N, 2° 25′ 22″ E / 42.657686°N,2.422883°E 702.4 msnm |           |                     | Modifica les dades a Wikidata |

## riu
| imatge | Nom        | Ubicat a                    | instància de | Detalls                                                   | coordenades                                                                                               | Protecció | Commons (més fotos) | Dades a WD                    |
| ------ | ---------- | --------------------------- | ------------ | --------------------------------------------------------- | --- | --------- | ------------------- | ----------------------------- |
|        | Castellana | Mosset Campome Molig Catllà | riu          | Desemboca: Tet Llarg: 27km                                | 42° 39′ 25″ N, 2° 11′ 40″ E / 42.656819°N,2.194544°E 42° 37′ 54″ N, 2° 25′ 45″ E / 42.631606°N,2.429222°E |           | Castellane (Têt)    | Modifica les dades a Wikidata |
|        | Tet        | Pirineus Orientals          | riu          | Desemboca: mar Mediterrània Llarg: 115.8km Conca: 1369km² | 42° 42′ 48″ N, 3° 02′ 23″ E / 42.713333333333°N,3.0397222222222°E                                         |           | Têt                 | Modifica les dades a Wikidata |

## Misc
| imatge | Nom                                                            | Ubicat a | instància de                          | Detalls                      | coordenades                                                                                                 | Protecció                   | Commons (més fotos) | Dades a WD                    |
| ------ | -------------------------------------------------------------- | -------- | ------------------------------------- | ---------------------------- | --- | --------------------------- | ------------------- | ----------------------------- |
|        | Alou de Catllà                                                 | Catllà   | alou                                  |                              | |                             |                     | Modifica les dades a Wikidata |
|        | Cellera de Catllà                                              | Catllà   | sagrera                               | Estil: arquitectura romànica | 42° 38′ 44″ N, 2° 31′ 41″ E / 42.645482°N,2.527922°E 261.2 msnm                                             |                             |                     | Modifica les dades a Wikidata |
|        | casa de la vila de Catllà                                      | Catllà   | instal·lació Ús: seu del govern local |                              | 42° 38′ 03″ N, 2° 25′ 22″ E / 42.6340720618278°N,2.42269461094216°E fr:5 PL DE LA REPUBLIQUE, 66500 CATLLAR |                             |                     | Modifica les dades a Wikidata |
|        | pintures murals de la Verge en majestat voltada per dos àngels | Catllà   | mural                                 |                              | Santa Maria de Riquer                                                                                       | monument històric catalogat |                     | Modifica les dades a Wikidata |